# 1905 w nauce

## Urodzili się
- 28 stycznia – György Kulin, węgierski astronom (zm. 1989)
- 1 lutego – Emilio Segrè, amerykański fizyk, laureat Nagrody Nobla w dziedzinie fizyki (zm. 1989)
- 7 lutego – Ulf von Euler, szwedzki fizjolog, laureat Nagrody Nobla w dziedzinie fizjologii lub medycyny (zm. 1983)
- 23 lutego – Derrick Henry Lehmer, amerykański matematyk (zm. 1991)
- 18 kwietnia
  - Kazimierz Zembrzuski – polski inżynier mechanik, konstruktor lokomotyw, profesor Politechniki Warszawskiej (zm. 1981)
  - George H. Hitchings, amerykański biochemik i farmakolog, laureat Nagrody Nobla w dziedzinie fizjologii lub medycyny (zm. 1998)
- 22 kwietnia – Ludwik Zajdler, polski astronom, pisarz (zm. 1985)
- 30 kwietnia – Siergiej Nikolski, rosyjski matematyk (zm. 2012)
- 16 sierpnia – Marian Rejewski, polski matematyk, kryptolog, który razem z Henrykiem Zygalskim i Jerzym Różyckim złamał kod niemieckiej maszyny szyfrującej Enigma (zm. 1980)
- 3 września – Carl David Anderson, amerykański fizyk eksperymentalny, laureat Nagrody Nobla (zm. 1991)
- 4 września – Robert Alt, niemiecki pedagog (zm. 1978)
- 24 września – Severo Ochoa, hiszpański biochemik, laureat Nagrody Nobla w dziedzinie fizjologii lub medycyny (zm. 1993)
- 22 października – Karl Guthe Jansky, amerykański fizyk, inżynier radiowy (zm. 1950)
- 23 października – Felix Bloch, szwajcarsko-amerykański fizyk, laureat Nagrody Nobla (zm. 1983)

## Zmarli
- 15 czerwca – Carl Wernicke, niemiecki lekarz psychiatra i neurolog (ur. 1848)
- 6 października – Ferdinand von Richthofen, niemiecki geolog i geograf (ur. 1833)

## Nauki przyrodnicze i ścisłe

### Astronomia
- odkrycie Elary, księżyca Jowisza

### Biologia
- sformułowanie teorii endosymbiozy przez Konstantina Mierieżkowskiego

### Fizyka
- Albert Einstein opublikował swe fundamentalne prace: jedną wyjaśniającą efekt fotoelektryczny, drugą na temat ruchów Browna i dwie zawierające sformułowanie szczególnej teorii względności.

### Matematyka
- podanie pierwszego dowodu twierdzenia Lévy’ego-Steinitza
- udowodnienie twierdzenia Wedderburna

## Nagrody Nobla
- Fizyka – Philipp Lenard
- Chemia – Johann Friedrich Wilhelm Adolf von Baeyer
- Medycyna – Robert Koch